# 林珍羽
林珍羽（1987年4月14日—），中華民國政治人物，台灣民眾黨創黨黨員，曾任民眾黨發言人、臺北市政府副發言人、臺北市政府秘書處媒體事務組專員，林國成女兒。

## 政治生涯

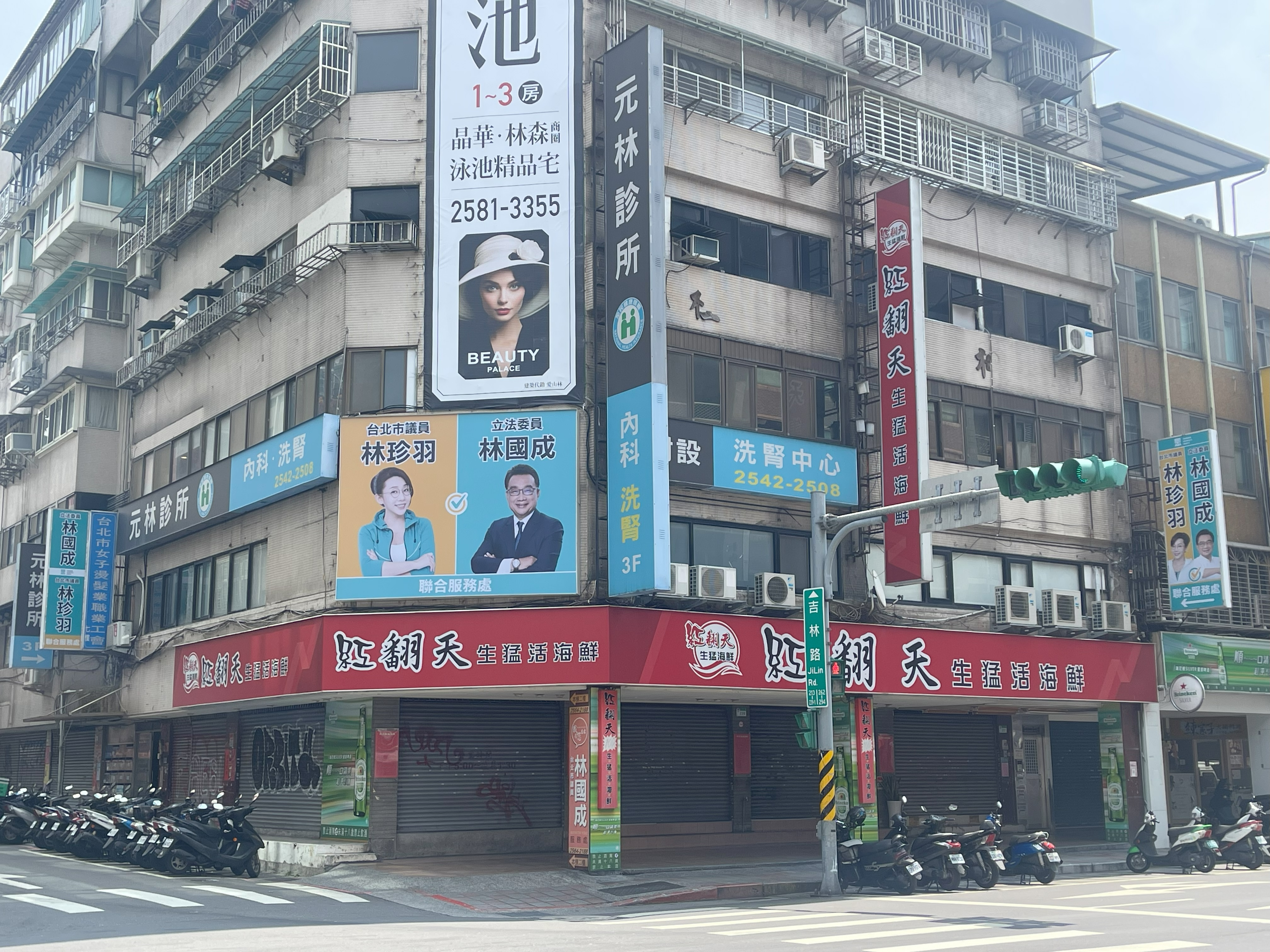
台灣民眾黨臺北市議員林珍羽服務處，也是立法委員林國成服務處，位於紅翻天生猛活海鮮樓上。

2020年3月，林珍羽傳出將於4月1日出任台北市政府副發言人。2020年4月1日，到職就任臺北市政府原住民族事務委員會機要秘書，4月6日起支援至臺北市政府秘書處媒體事務組。
2022年初獲民眾黨提名參選臺北市第四選舉區（大同區、中山區）市議員並以第六高票順利當選，進入臺北市議會。

## 言論與爭議

### 自稱網購口罩未中籤
2020年4月5日，台灣口罩實名制網購連兩輪都無須抽籤即可購得，林珍羽在臉書留言時卻宣稱兩次預購皆未中籤，引發爭議。後經網友建議登入查詢，發現自己有預購到，只是沒收到通知。4月6日，在臉書上發表道歉聲明，針對輿論質疑其是否適任發言人位置，林珍羽表示自己目前並無擔任任何發言人職務。
2020年7月7日，台北地院法官審理後認定她「並非明知」不實而散布，是言論過失犯，裁定不罰。

## 選舉紀錄
| 年度 | 選舉屆數               | 選舉區           | 所屬政黨   | 得票數 | 得票率 | 當選標記 | 備註 |
| ---- | ---------------------- | ---------------- | ---------- | ------ | ------ | -------- | ---- |
| 2022 | 第十四屆臺北市議員選舉 | 臺北市第四選舉區 | 臺灣民眾黨 | 16,787 | 9.35%  |          |      |

## 作品

### 媒體主持
- 《珍政有意思》，品觀點YouTube頻道[6]

## 個人生活

### 家庭
林珍羽之父林國成為現任台灣民眾黨台北市黨部主任委員及不分區立法委員，曾以親民黨籍當選四屆臺北市議員。

## 外部連結
- 林珍羽的Facebook專頁
- 林珍羽的Instagram帳戶
- YouTube上的林珍羽頻道
- 林珍羽的X（前Twitter）